# ملعب ماك 3 بارك
ملعب ماك 3 بارك  (تنطق بالهولندية: [mɛɡˈdripɑrk ˌstaːdijɔn]) هو ملعب متعدد الاستخدامات في زفوله، هولندا. يتم استخدامه في الغالب لمباريات كرة القدم ويستضيف مباريات بي إي سي زفوله. تبلغ سعة الملعب الرسمية 14 ألف متفرج.

## التسمية
في 12 يوليو 2012، أعلنت شركة بي إي سي زفوله عن الاسم الجديد للملعب، ملعب أيسل دلتا.  تم الكشف عن الاسم الحالي ماك 3 بارك في نوفمبر 2015 وتم اعتماده رسميًا في 1 يوليو 2016.

## التاريخ
بعد سنوات من المناقشات، قرر مجلس مدينة زفوله في 18 مارس 2003 إنشاء ملعب جديد لبي إي سي زفوله. كان هناك 33 مستشارًا مؤيدًا و 4 معارضاً. كما قرر مجلس المدينة المساهمة بحد أقصى 10.3 مليون يورو.
في 12 مايو 2005 تقرر أخيرًا بناء الملعب الجديد. حدث هذا بعد استفتاء صوت فيه سكان زفولة ضد خطة إنشاء كازينو في الملعب. تم تغيير الخطط ورفض القاضي إجراء استفتاء ثانٍ طلبه بعض السكان. في 9 مارس 2007، كان رئيس بلدية زفولة هينك جان ميجر، ويان ريجرشوت من شركة تطوير المشاريع في شركة أي بي إم إم سي ورئيس مجلس إدارة شركة بي إي سي زفوله، رونالد فان فليت، هم من وضعوا حجر أساس الملعب الجديد.
في يوم السبت 29 أغسطس 2009، تم افتتاح المعب كمركز جديد للرياضة والتنمية والترفيه. في 7 يونيو 2012، تم الكشف عن الاسم الرسمي للملعب أيسل دلتا.
في 1 يوليو 2016، تم تغيير اسم الملعب إلى ملعب ماك 3 بارك. الإعلان الفعلي عن تغيير الاسم كان في نوفمبر 2015. ماك 3 بارك هي شركة عقارية من فليفولاند.

## السعة
تم توسيع ملعب ماك 3 بارك التابع لشركة بي إي سي زفوله على مراحل من 10500 إلى 14000 متفرج. تحققت توسعة الاستاد بشكل أساسي من خلال إنشاء المزيد من أماكن الوقوف وتوسيع المدرجات إلى أسفل.
زيادة الدخل لا تتحق إلا من خلال زيادة أعداد المتفرجين وعائدات الرعاية والنقل التلفزيوني. تأتي الخطط لزيادة سعة الاستاد إلى أكثر من 15000 مقعدًا مع جميع المدرجات الأربعة بالقرب من الملعب. منذ افتتاحه في عام 2009، تضاعف متوسط عدد المشاهدين: من 6000 في موسم 2009-2010 إلي حوالي 11000 في موسم 2012-2013. في صيف 2018، قدمت إدارة النادي خطة تهدف إلى تحقيق توسيع الاستاد إلى 17500 متفرج على المدى الطويل.
مدرج هينك تيمر يتوفر بالكامل للرعاة والصحافة وكبار الشخصيات للنادي، على عكس الاستاد القديم، الي كان يوفر للرعاة قسم واحد فقط. وقد ساهم ذلك في زيادة عدد رعاة النادي.